# Forest-en-Cambrésis
Forest-en-Cambrésis és un municipi francès, situat a la regió dels Alts de França, al departament del Nord. L'any 2006 tenia 537 habitants.

## Demografia
| 1962                                       | 1968 | 1975 | 1982 | 1990 | 1999 |
| ------------------------------------------ | ---- | ---- | ---- | ---- | ---- |
| 560                                        | 600  | 578  | 511  | 520  | 506  |
| Des de 1962: població sense dobles comptes |      |      |      |      |      |

## Administració
| Període   | Identitat         | Partit |
| --------- | ----------------- | ------ |
| 1896-1919 | Achille Payen     |        |
| 1919-1925 | Vital Pruvot      |        |
| 1925-1935 | Charles Darthenay |        |
| 1935-1940 | Émile Cappeliez   |        |
| 1940-1965 | Benoît Obled      |        |
| 1965-1983 | Émile Pruvot      |        |
| 1983-     | Maurice Saniez    |        |